# Kamfor 1,2-monooksigenaza
Kamfor 1,2-monooksigenaza (EC 1.14.15.2, 2,5-diketokamfan laktonizirajući enzim, kamforna ketolaktonaza I, ketolaktonaza I) je enzim sa sistematskim imenom (+)-kamfor,redukovani-rubredoksin:kiseonik oksidoreduktaza (1,2-laktonizacija). Ovaj enzim katalizuje sledeću hemijsku reakciju:
(+)-bornan-2,5-dion + redukovani rubredoksin + O2 {\displaystyle \rightleftharpoons } 5-okso-1,2-kamfolid + oksidovani rubredoksin + 2O
Ovaj enzim je flavoprotein za čije dejstvo je neophodno Fe2+. On je izolovan iz Pseudomonas putida. Produkt se spontano konvertuje u [(1R)-5-okso-2,2,3-trimetilciklopent-3-enil]acetat.

## Literatura
- Nicholas C. Price; Lewis Stevens (1999). Fundamentals of Enzymology: The Cell and Molecular Biology of Catalytic Proteins (Third изд.). USA: Oxford University Press. ISBN 019850229X.
- Eric J. Toone (2006). Advances in Enzymology and Related Areas of Molecular Biology, Protein Evolution (Volume 75 изд.). Wiley-Interscience. ISBN 0471205036.
- Branden C; Tooze J. Introduction to Protein Structure. New York, NY: Garland Publishing. ISBN 0-8153-2305-0.
- Irwin H. Segel. Enzyme Kinetics: Behavior and Analysis of Rapid Equilibrium and Steady-State Enzyme Systems (Book 44 изд.). Wiley Classics Library. ISBN 0471303097.

## Spoljašnje veze
- Camphor+1,2-monooxygenase на 